# Aníbal Alzate
Hernán Aníbal Alzate Sosa (31 gennaio 1933 – 31 marzo 2016) è stato un calciatore colombiano, di ruolo difensore.

## Carriera
Prese parte con la Nazionale colombiana ai Mondiali del 1962 e al Campeonato Sudamericano del 1963